# Swoły
Swoły – część miasta Stalowa Wola, do 1953 przysiółek wsi Pławo. Leży na południe od obecnego centrum miasta. Z Pława oraz jego przysiółków Chyłów i Swołów wykształciła się obecna Stalowa Wola.

## Historia
Dawniej przysiółek (lub wólka) wsi Pławo w gminie jednostkowej Pławo, początkowo w Bezirk Nisko, następnie w powiecie niskim i powiecie niżańskim w woј. lwowskim. W 1934 w nowo utworzonej zbiorowej gminie Nisko, gdzie weszły w skład nowo utworzonej gromady Pławo. Po wojnie w gminie Nisko w powiecie niżańskim w województwie rzeszowskim. 1 lipca 1953 wraz z Pławem włączone do Stalowej Woli w związku z podniesieniem jej do statusu miasta na prawach powiatu.